# Jocelyn Bell

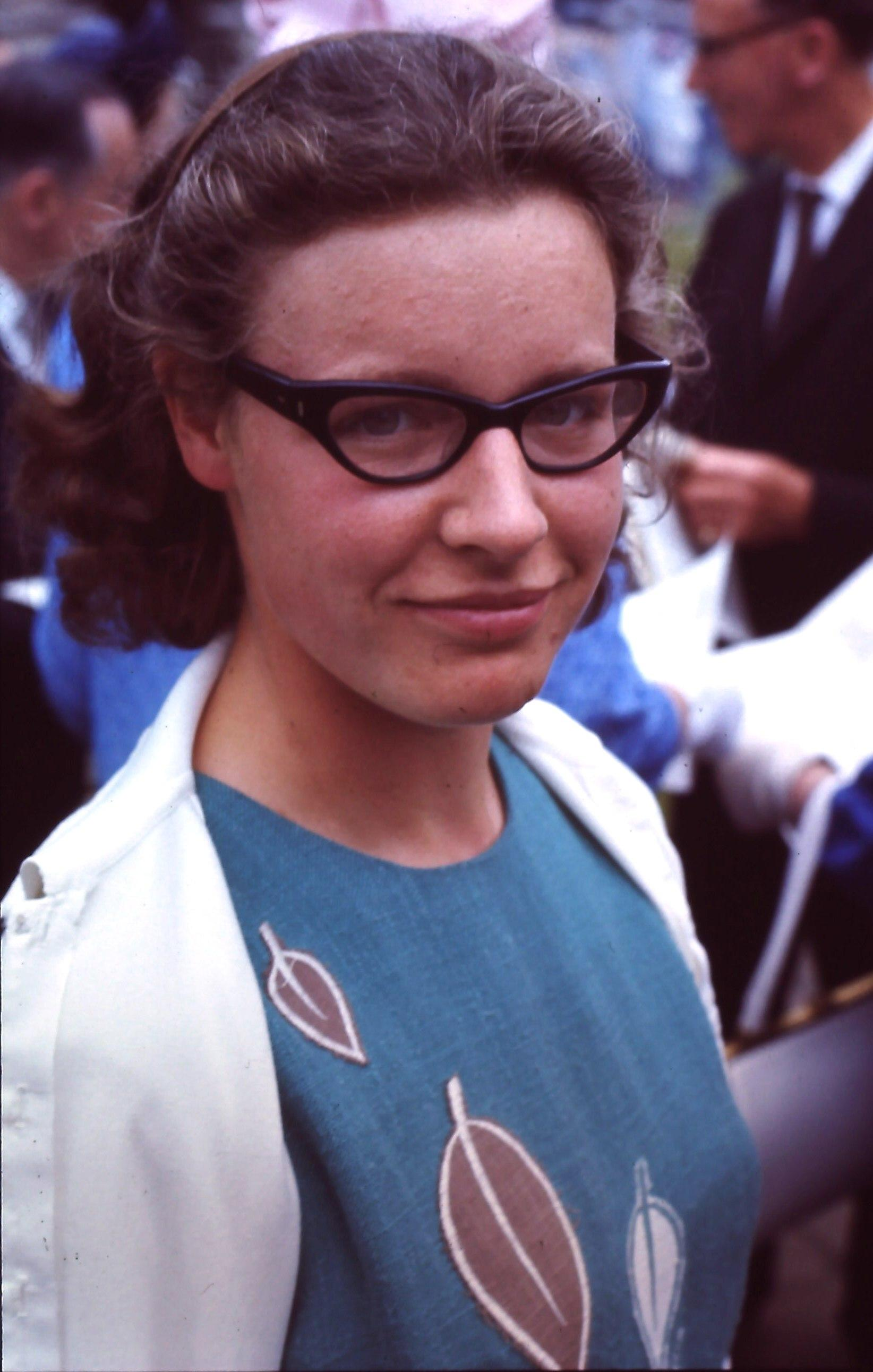
Jocelyn Bell i juni 1967, vid tiden för upptäckten av den första pulsaren.

Susan Jocelyn Bell Burnell, född 15 juli 1943 i Lurgan, sydväst om Belfast i Nordirland, där hennes far var chefsarkitekt för Armagh Planetarium, är en brittisk astrofysiker som upptäckte den första pulsaren, PSR B1919+21 (i stjärnbilden Räven). Det skedde i samband med att hon arbetade på sin avhandling under ledning av Antony Hewish, som tillsammans med kollegan Martin Ryle fick 1974 års Nobelpris för upptäckten. Det faktum att hon inte inkluderades i priset kritiserades skarpt av bland andra den kände astronomen Fred Hoyle, som själv hade bidragit till förståelsen av den första pulsaren.

## Akademisk karriär
Jocelyn Bell avlade en B.Sc. i fysik vid Glasgowuniversitetet 1965, och blev doktor vid Cambridgeuniversitetet 1969.
Jocelyn Bell Burnell arbetade vid Southamptons universitet (1968-1973), University College London (1976–1982) och Royal Observatory, Edinburgh (1982–1991). Mellan 1973 och 1987 föreläste hon dessutom vid Open University (Storbritanniens distansutbildningsuniversitet). Från 1991 till 2001 var hon professor i fysik vid Open University. Hon var dessutom gästprofessor vid Princeton University. Hon var också Royal Astronomical Societys president mellan 2002 och 2004. I juni 2007 blev hon utnämnd till Dame Commander of the Order of the British Empire. 2014 hade hon en gästprofessur i astrofysik vid Oxforduniversitetet och en tjänst som adjungerad professor (professorial fellow) vid Mansfield College, också det vid Oxforduniversitetet. I oktober 2014 blev hon den första kvinnliga ordföranden för Royal Society of Edinburgh.

## Verksamhet som kväkare
Bell Burnell är aktiv kväkare och har alltid hävdat att vetenskap och tro går att förena. Hon menar att det är i enighet med kväkarnas trosuppfattning att man kan komma närmare Gud genom att studera Guds skapelse. Hon har även uttalat sig kritiskt om den kände ateisten och forskaren Richard Dawkins och kallat hans argument att ateism går att bevisa vetenskapligt för fundamentalistiskt: "Han tror att vetenskapen kan bevisa allting. Om det inte är mottagligt för vetenskapliga bevis, så finns det inte. Om du till exempel känner för ett litet barn, är det vetenskap?" 
Bell Burnell har också arbetat för att förbättra villkoren för kvinnliga fysiker och astronomer. När hon 2018 tilldelades det amerikanska Breakthrough Prize i fundamentalfysik på 3 miljoner dollar, beslöt hon att skänka hela beloppet till en fond vid Institute of Physics i London som ska hjälpa kvinnor och andra minoritetsgrupper bland fysikstudenter att finansiera sina forskarstudier.